# Huevos rotos (Greuze)
Huevos rotos es una pintura ejecutada en 1756 por el artista francés Jean-Baptiste Greuze. Realizado en óleo sobre lienzo, el cuadro representa a una anciana reprendiendo a su hijo menor responsable de haber roto los huevos en la cesta de la sirvienta que está sentada abatida en el suelo, mientras a la derecha un niño pequeño intenta arreglar uno de los huevos. Es la primera de muchas pinturas de Greuze en las que utiliza objetos rotos como metáfora de la pérdida de la virginidad de una joven.  Para los espectadores contemporáneos, estaría muy claro que el joven sombrío y la muchacha compungida han ido más allá del coqueteo. Greuze expuso la obra en el Salón de 1757 con un título explicativo: Une Mère grondant un jeune Homme pour avoir renversé un Panier d'Oeufs que sa Servante apportoit du Marché. Un Enfant tente de raccomoder un oeuf cassé ("Una madre regaña a un joven por haber volcado una cesta de huevos que su sirvienta trajo del mercado. Un niño intenta reparar un huevo roto"). 
Se exhibe en el Museo Metropolitano de Arte, que lo adquirió en 1920. 